# Cionus hortulanus
Cionus hortulanus är en skalbaggsart som först beskrevs av Geoffroy 1785.  Cionus hortulanus ingår i släktet Cionus, och familjen vivlar. Arten är reproducerande i Sverige.

## Bildgalleri

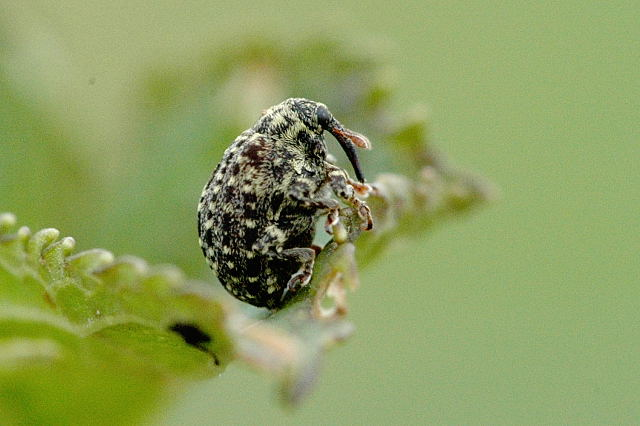
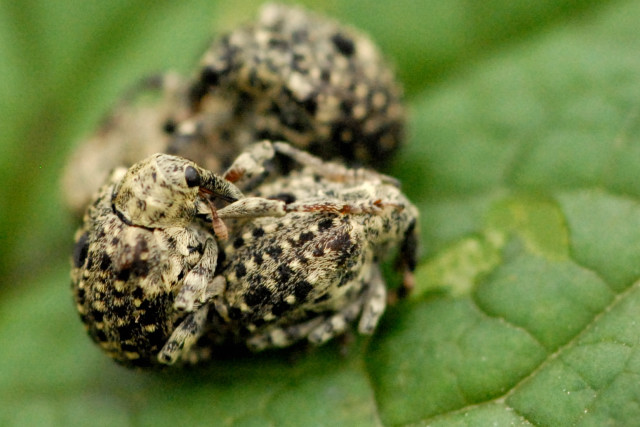
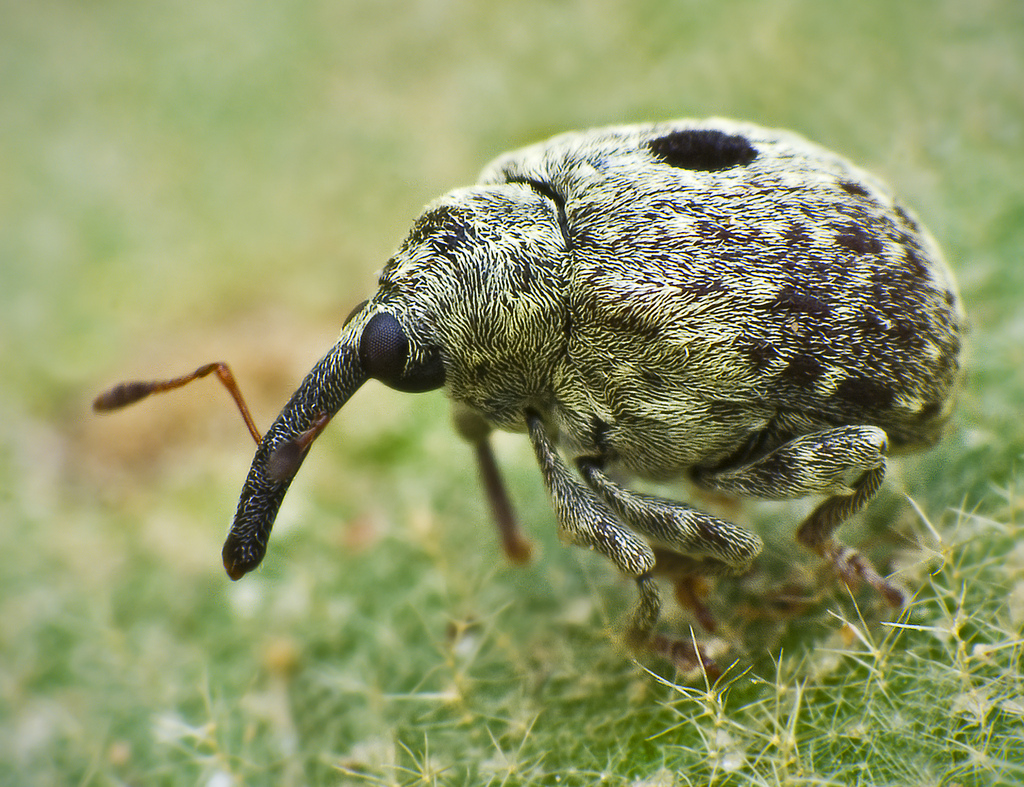